# Diriomo
Diriomo é um município da Nicarágua, situado no departamento de Granada. Tem 50 km² de área e sua população em 2020 foi estimada em 28.328 habitantes.